# Muling He
Muling He är ett vattendrag i Kina. Det ligger i provinsen Heilongjiang, i den nordöstra delen av landet, omkring 530 kilometer öster om provinshuvudstaden Harbin.
Genomsnittlig årsnederbörd är 1 124 millimeter. Den regnigaste månaden är juli, med i genomsnitt 246 mm nederbörd, och den torraste är januari, med 14 mm nederbörd.